# Dernbach (Westerwald)
Pour les articles homonymes, voir Dernbach.
Dernbach (Westerwald) est une municipalité de la Verbandsgemeinde de Wirges, dans l'arrondissement de Westerwald, en Rhénanie-Palatinat, dans l'ouest de l'Allemagne.

## Personnalités liées à la ville
- Marie Catherine Kasper (1820-), sainte née à Dernbach.
- Hans-Jürgen Ferdinand (1943-), footballeur né à Dernbach.